# سست‌عفاف
سست‌عفاف (انگلیسی: Easy Virtue) یک فیلم صامت در ژانر کمدی رمانتیک به کارگردانی آلفرد هیچکاک است که در سال ۱۹۲۸ منتشر شد. این فیلم اقتباسی آزاد از رمانی به همین نام، اثر نوئل کاوارد است.

## بازیگران
- ایزابل جینز
- ایان هانتر
- آلفرد هیچکاک
- رابین ایرواین
- فرانکلین دایِل
- اریک برنزبی ویلیامز
- وایولت فِیربرادر
- فرانک الیوت
- دوروتی بوید
- اینِد استمپ تیلور
- بنیتا هیوم